# Willkommen in Lüsgraf
Willkommen in Lüsgraf ist eine deutsche Filmkomödie des Regisseurs Lars Montag aus dem Jahr 2006. In der Hauptrolle verkörpert Sonja Kirchberger die alleinerziehende Mutter Moni.

## Handlung
Moni erzieht ihren Sohn Sammy in der (fiktiven) brandenburgischen Kleinstadt Lüsgraf alleine. Sie arbeitet als Fotografin für die hiesige Lokalzeitung. Große Storys gibt es aus ihrer Stadt natürlich nicht zu berichten, entsprechend müht sie sich ab mit Fotografien des lokalen Kaninchenzüchtervereins bei dessen Wettbewerben, des Weiteren fotografiert sie die leichten Verkehrsunfälle, die bei der ansässigen Fahrschule ab und zu geschehen (deren Inhaber Monis Ex-Mann Rüdiger ist).
Doch eines Tages wittert Moni in der Tat eine große Story: Der größte Arbeitgeber im Ort, die Plötzwerke, ein Hersteller von elektrischen Rasierapparaten, steht kurz vor der Insolvenz und soll verkauft werden. Der Inhaber sieht sich offenbar dazu genötigt, seine Produktionsstätten an einen ausländischen Investor zu verkaufen. Schnell geht im Ort das Gerücht um, dass dies nur geschehen soll, um kurz darauf den Laden komplett zu schließen, was eine hohe Arbeitslosenzahl für die Region zur Folge hätte. Es folgt eine Protestaktion, bei der die Belegschaft unter der Führung von Manfred, dem Betriebsratsvorsitzenden, das Werk bestreikt.
Moni geht einen anderen Weg: Zusammen mit anderen Frauen überlegen sie sich, wie sie das Werk wieder konkurrenzfähig machen können. Das Brummen eines Elektrorasierers bringt schließlich die Idee, dass man es doch mit Sexspielzeug versuchen könnte, denn ein Vibrator brummt ja ähnlich. Schnell ist auch eine Marketingidee entwickelt: Das Motto könnte lauten: Entwickelt von Frauen für Frauen.
Die Idee geht auf: In dem japanischen Unternehmer Naoki findet die Damenrunde einen einflussreichen Geldgeber.

## Produktion
Doris Zander produzierte den Film für die Studio Hamburg GmbH im Auftrag der ARD Degeto. Gedreht wurde in Werder, einer Stadt in Brandenburg.

## Erstausstrahlung
Willkommen in Lüsgraf wurde am 12. August 2006 erstmals in der ARD ausgestrahlt.

## Kritiken
Das Lexikon des internationalen Films urteilt: „(Fernseh-)Komödie als Melange aus ernstem Hintergrund, komischen Einfällen und zweideutigen Witzen“.
TV Spielfilm konstatiert mit einem zur Seite gestreckten Daumen: „Die Dorfposse hat Tempo, trotzdem vibriert man nicht ständig vor Lachen“. Das Fazit der Programmzeitschrift lautet: „Sex sells – ostdeutsche Dildo-Drollerie“.